# Голос тех, кого нет
«Голос тех, кого нет» (англ. Speaker for the Dead, 1986) — научно-фантастический роман Орсона Скотта Карда.
Роман «Голос тех, кого нет» является прямым продолжением романа «Игра Эндера». Действие книги происходит примерно в 5270 году, спустя 3000 лет после событий «Игры Эндера». Однако, из-за релятивистских космических путешествий, Эндеру (который теперь пользуется своим настоящим именем Эндрю Виггин или званием «Голос тех, кого нет») всего 35 лет.
Согласно автору, он хотел написать «Голос тех, кого нет», но не мог придумать подходящего главного персонажа. В конце концов, ему предложили использовать персонажа Эндера из «Игры Эндера» (на тот момент представлявшей собой рассказ). Не желая начинать книгу с длительного вступления о персонаже, Кард решил развить рассказ в полноценный роман с концовкой, переходящей в «Голос тех, кого нет». По иронии судьбы, именно роман «Игра Эндера» впоследствии стал самым популярным трудом Карда.

## Сюжет
На новой открытой пригодной для жизни человека планете, названной Лузитания, основана небольшая колония потомков выходцев из Бразилии. Позже на ней обнаружена примитивная разумная раса небольших гуманоидоподобных существ, окрещённых «свинксами» (по отдалённому сходству с земными свиньями). Чтобы изучать этих существ, на Лузитании основана станция ксенологов. Через несколько десятилетий после высадки колонисты начинают умирать от местного вируса под названием «десколада», который изменяет ДНК человека. Два ксенобиолога, Густо и Сида, создают противоядие (которое необходимо принимать ежедневно), но сами умирают от десколады. Колония спасена, но их дочь Новинья остаётся сиротой.
Согласно закону Звёздного Конгресса, принятому после полного уничтожения (так называемого «ксеноцида») инопланетной расы «жукеров» Эндером Виггином, людям запрещено вмешиваться в культуру любой другой обнаруженной разумной расы. Из-за этих условий, только двум людям разрешается входить в контакт с «пеквенинос» (порт. pequeninos — «маленькие»; официальное название свинксов), — так называемым ксенологам (или «зенадорес»). Этими людьми являются Пипо (потерявший дочь во время эпидемии) и его сын Либо. Новинья требует права быть официальным ксенобиологом колонии, следуя по стопам родителей, хотя она признаётся, что хочет совместить функции ксенобиолога и ксенолога, считая эти профессии неразделимыми. Пипо разрешает ей помогать им анализировать данные, полученные от пеквенинос, но запрещает выходить за границы колонии.
Однажды Новинья делает открытие — десколада присутствует во всех местных организмах и находится в симбиозе с ними. Увидев её результаты, Пипо убегает на встречу с пеквенинос, не объяснив, в чём дело. Через несколько часов Новинья и Либо обнаруживают его тело, подвергнутое вивисекции. Ранее они обнаружили тело свинкса Корнероя в аналогичном состоянии и дерево, растущее из него. Считая, что Пипо погиб из-за её находки, Новинья блокирует доступ к своим компьютерным файлам, не желая, чтобы её возлюбленный Либо тоже погиб. Она осознаёт, что не сможет выйти за него замуж, так как, согласно католическим законам колонии, супруги имеют полный доступ к файлам друг друга. В отчаянии Новинья посылает сообщение по анзиблю (устройству мгновенной межзвёздной связи), вызывая Голос тех, кого нет, чтобы он Говорил о смерти Пипо, зная что до ближайшей планеты почти 22 года путешествия на околосветной скорости.
Эндрю Виггин, в древности известный как Эндер, является одним из людей, называющих себя Голосом тех, кого нет. Эндер — самый первый Голос, но он скрывает этот факт, чтобы люди не знали, как давно он родился. Единственные, кто знают его личность как Эндер-Ксеноцид (чьё имя ассоциируется с величайшим преступлением в истории) и самый первый Голос — его сестра Валентина и искусственный интеллект по имени Джейн. Во время получения сообщения Новиньи Эндер находится на планете Трондхейм, где Валентина наконец вышла замуж за местного рыболовного магната по имени Джакт и ожидает от него ребёнка. Эндер решает лететь на Лузитанию, несмотря на то, что католики не жалуют Голоса, считая их язычниками. Ради этого Джейн от его имени приобретает звездолёт на орбите Трондхейма, а Эндер едет прощаться с сестрой, зная, что она не бросит мужа.
Прибыв на Лузитанию, где прошло 22 года (хотя для него, вследствие релятивистского замедления времени, прошла всего неделя), Эндер узнаёт, что Новинья отменила заказ через несколько дней (но Голос уже вылетел и отменить приглашение было нельзя). Однако, с тех пор было получено ещё два заказа: на Либо (разделившего участь отца) и на Маркано (покойного мужа Новиньи). Заказ на первую Речь поступил от Миро, старшего сына Новиньи и нового ксенолога. Заказ на вторую — от Элы, старшей дочери Новиньи, которая хочет, чтобы Голос раскрыл людям правду о том, каким подонком был её отец. Эндер быстро узнаёт, что все дети Новиньи (четыре сына и две дочери) являются детьми Либо (так как Маркано был бесплоден). При первой же встрече Эндеру удаётся практически усыновить почти всех детей Новиньи. Он также хочет знать больше о пеквенинос и, в нарушение закона, встречается с ними лично. Из-за необдуманных действий Эндера, Джейн пытается ему помочь и даёт Звёздному Конгрессу знать, что ксенологи Миро и Кванда уже несколько лет обучают пеквенинос человеческим знаниям. Конгресс немедленно отзывает обоих ксенологов на Трондхейм для суда, отменяет права колонии и требует полную эвакуацию всех людей.
Эндер публично даёт Речь о смерти Маркано, во время которой он раскрывает секреты Пипо, Либо и Новиньи, включая то, что Либо является отцом детей Новиньи. Миро, узнав, что его возлюбленная Кванда (законная дочь Либо) является его сестрой, в отчаянии пытается пересечь границу колонии, которую дистанционно заблокировал Конгресс, и чуть не погибает от болевого шока. Его удаётся спасти, только объявив Лузитанию мятежной колонией, но он остаётся калекой, неспособным к нормальной речи. Джейн отключает Лузитанию от межзвёздной связи.
Тем временем, Эндер узнаёт правду о пеквенинос, а также о смертях Пипо и Либо. Оказывается, физиология свинксов претерпевает значительные изменения (благодаря десколаде) во время перехода на очередную стадию жизни. Гуманоидоподобная форма свинксов является так называемой «второй жизнью». Во время первой жизни, они являются неразумными личинками. Переход на третью жизнь получают лишь достойные. Он состоит из ритуальной вивисекции, после которой из тела вырастает разумное дерево с сознанием погибшего свинкса. Избранный для совершения процедуры имеет выбор — провести этот ритуал или же забрать дар «третьей жизни» себе, т.е. самому подвергнуться вивисекции. Пипо был подвергнут вивисекции, отказавшись «перенести в третью жизнь» свинкса Мандачуву. То же произошло между Либо и Листоедом. Пипо и Либо считали, что станут убийцами, совершив ритуал, свинксы же восприняли их отказ как желание «стать отцами» вместо Мандачувы и Листоеда, не понимая, что для человека быть подвергнутым ритуалу — смерть.

Пипо и Либо не могли даровать Мандачуве и Листоеду третью жизнь, потому что это для них выглядело как убийство. А потому им легче было согласиться на собственную смерть, чем убить одного из нас.
От имени человечества, Эндер заключает с пеквенинос договор, подписав его «Эндер Виггин». Как часть договора, он принимает участие в вивисекции свинкса по имени Человек, сына Корнероя.
Эндер женится на Новинье и знакомит Миро с Джейн. Он также получает от Валентины сообщение, что Конгресс посылает на Лузитанию флот для насильной эвакуации колонии. Также известно, что флот вооружён «Маленьким доктором» (молекулярным деструктором, способным обратить планету в пыль). Этот флот прибудет через 40 лет. Валентина публикует правду о флоте под своим давним псевдонимом - Демосфен, которого впоследствии объявят предателем Лиги Миров, и покидает Трондхейм со своей семьёй и бывшей ученицей Эндера - мисс Пликт, которая стала близким другом семьи Валентины, а также она единственная, кто узнал в своём учителе Эндера-ксеноцида. Их путешествие займёт 30 лет. Эндер предлагает отправить к ним на встречу Миро, который чувствует себя лишним в своей семье, и тот охотно соглашается.
Эндер наконец нашёл планету, на которой он может позволить Королеве Улья вылупиться из кокона. Раса жукеров возрождается.

## Литературное признание
Так же как и «Игра Эндера», книга получила премии «Небьюла» (в 1986 году) и «Хьюго» (в 1987 году), сделав Карда первым автором в истории, получившим обе эти премии два раза подряд.